# 京都府道284号八幡京田辺インター線
京都府道284号八幡京田辺インター線（きょうとふどう284ごう やわたきょうたなべインターせん）は、京都府京田辺市から八幡市に至る一般府道である。

## 概要
京田辺市松井から八幡市八幡南山に至る。
新名神高速道路に設置される八幡京田辺ICへのアクセス道路である。八幡市美濃山出口付近（美濃山本郷交差点）から国道1号交点（八幡洞ヶ峠交差点）までの約1.3 kmが都市計画道路山手幹線の一部として先行整備された後、新名神高速道路の八幡京田辺ICが開設される時に全線開通した。

### 路線データ
- 起点：京田辺市松井（国道1号交点、京都府道251号富野荘八幡線上）
- 終点：八幡市八幡南山（八幡洞ヶ峠交差点、国道1号交点）

## 歴史
- 2017年（平成29年）
  - 3月28日 - 「八幡インター線」から「八幡京田辺インター線」に改称[1]。
  - 4月30日 - 新名神高速道路の八幡京田辺ICの開設に合わせ、八幡市内里河原から八幡市美濃山出口（美濃山本郷交差点）までが開通し、全線供用開始。

## 路線状況

### 都市計画道路
- 山手幹線（八幡市美濃山千原谷・美濃山本郷交差点 - 八幡市八幡南山・八幡洞ヶ峠交差点（終点）） - 約1.3 km

### 重複区間
- 京都府道251号富野荘八幡線（京田辺市松井（起点） - 八幡市内里河原・内里河原交差点）

## 地理

### 通過する自治体
- 京都府
  - 京田辺市 - 八幡市

### 交差する道路
| 交差する道路                                                            | 市町村名 | 交差する場所 | 交差する場所                       |
| ----------------------------------------------------------------------- | -------- | ------------ | ---------------------------------- |
| 国道1号 / 第二京阪道路（一般部） 京都府道251号富野荘八幡線 重複区間起点 | 京田辺市 | 松井         | 起点                               |
| 大阪府道・京都府道736号交野久御山線                                     | 八幡市   | 内里荒場     | 荒場北交差点                       |
| 京都府道251号富野荘八幡線 重複区間終点                                  | 八幡市   | 内里河原     | 内里河原交差点                     |
| E1A 新名神高速道路                                                      | 八幡市   | 美濃山古寺   | 八幡京田辺IC交差点 10 八幡京田辺IC |
| 国道1号 / 京阪国道・枚方バイパス 大阪府道・京都府道735号長尾八幡線 重複 | 八幡市   | 八幡南山     | 八幡洞ヶ峠交差点 / 終点            |

### 沿線
- 八幡市立美濃山小学校
- 大阪工業大学 八幡工学実験場
- 摂南大学